# Ernst Lafite
Ernst Lafite o Lafitte (Vienna, 11 agosto 1826 – Vienna, 29 ottobre 1885) è stato un pittore austriaco.

## Biografia

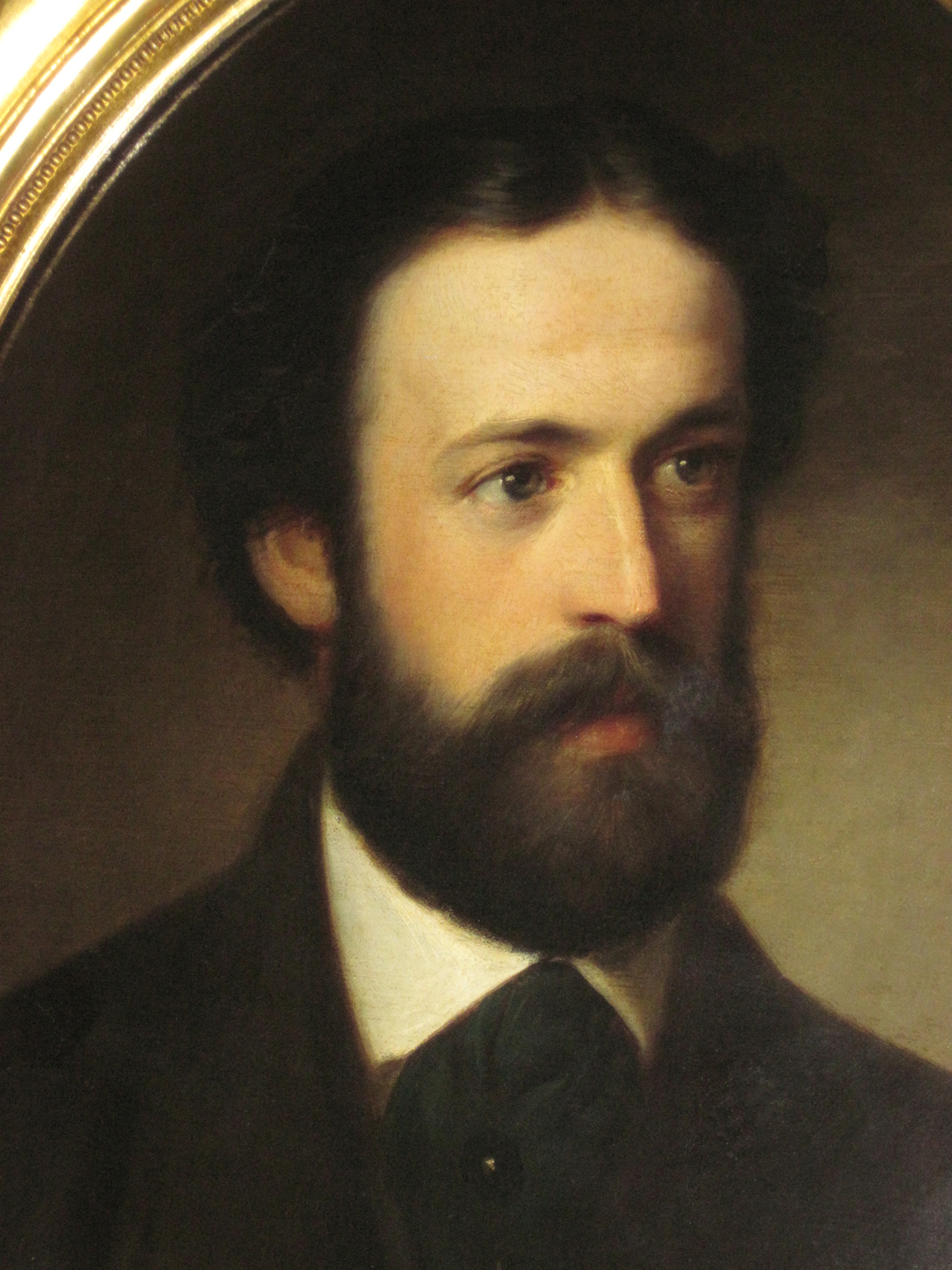
Ritratto di suo padre Charles

Era il figlio di Charles Laffite (1801 † 19 giugno 1877), originario di Bordeaux e fuoriuscito in seguito alla Rivoluzione francese, maestro di scacchi e insegnante di francese del Collegium Theresianum ed era fratello maggiore del pittore Carl Lafite (1830–1900). 
Studiò all'Accademia di belle arti di Vienna sotto la guida di Franz Schrotzberg (1811–1889) ed espose a partire dal 1845 alla mostra dell'Accademia di Sant'Anna, nel 1851 alla Lega artistica austriaca, nel 1877 alla mostra d'arte storica. Nel 1861 fu tra i fondatori della Cooperativa di artisti figurativi di Vienna ed è menzionato sulla targa di marmo nella sala presidenziale che commemora l'apertura dell'Imperialregia Casa dell'Artista. Era un ritrattista e dipingeva anche studi sulla vita rurale. 
Secondo il critico d'arte viennese Ludwig Hevesi, fu il successore di Franz Schrotzberg.

## Opere
Fra le opere vi sono soprattutto ritratti, in particolare di donne e ragazze; scene di genere.Furono da lui ritratti il borgomastro Johann Kaspar von Seiller, il conte Laval-Nugent, l'incisore Johann Steinschneider, Th. e Joseph Radnitzky, il principe Karl von Auersperg, Miklós Ybl, i suoi genitori (doppio ritratto), nonché sé stesso.
Le sue opere sono esposte al Museo di Vienna, all'Österreichische Galerie Belvedere, alla Galleria nazionale ungherese di Budapest e al Parlamento di Vienna.